# Мея-Понти (микрорегион)

Мея-Понти на карте.

Мея-Понти (порт. Microrregião do Meia Ponte) — микрорегион в Бразилии, входит в штат Гояс. Составная часть мезорегиона Юг штата Гойас. Население составляет 361 323 человека (на 2010 год). Площадь — 21 139,383 км². Плотность населения — 17,09 чел./км².

## Демография
Согласно сведениям, собранным в ходе переписи 2010 г. Национальным институтом географии и статистики (IBGE), население микрорегиона составляет:						
| Полное население                             | Полное население                             | Полное население                             | Полное население                             | 361 323 |
| -------------------------------------------- | -------------------------------------------- | -------------------------------------------- | -------------------------------------------- | ------- |
| в том числе:                                 | Городское население                          | 323 942                                      | Процент городского населения, %              | 89,65   |
|                                              | Сельское население                           | 37 381                                       | Процент сельского населения, %               | 10,35   |
|                                              | Мужское население                            | 181 185                                      | Процент мужского населения, %                | 50,14   |
|                                              | Женское население                            | 180 138                                      | Процент женского населения, %                | 49,86   |
| Плотность населения, чел/км²                 | Плотность населения, чел/км²                 | Плотность населения, чел/км²                 | Плотность населения, чел/км²                 | 17,09   |
| Население микрорегиона в % к населению штата | Население микрорегиона в % к населению штата | Население микрорегиона в % к населению штата | Население микрорегиона в % к населению штата | 6,02    |

## Статистика
- Валовой внутренний продукт на 2003 год составляет 3 335 036 201,00 реалов (данные: Бразильский институт географии и статистики).
- Валовой внутренний продукт на душу населения на 2003 год составляет 9950,17 реалов (данные: Бразильский институт географии и статистики).
- Индекс развития человеческого потенциала на 2000 год составляет 0,786 (данные: Программа развития ООН).

## Состав микрорегиона
В составе микрорегиона включены следующие муниципалитеты:
1. Алоандия
2. Бон-Жезус-ди-Гояс
3. Бурити-Алегри
4. Кашуэйра-Дорада
5. Калдас-Новас
6. Кроминия
7. Гоятуба
8. Инасиуландия
9. Итумбиара
10. Жовиания
11. Майрипотаба
12. Марзаган
13. Морриньюс
14. Панама
15. Пираканжуба
16. Понталина
17. Портейран
18. Професор-Жамил
19. Риу-Кенти
20. Висентинополис
21. Агуа-Лимпа